# 菩提街道
菩提街道是中华人民共和国重庆市长寿区下辖的一个街道办事处。

## 行政区划
菩提街道下辖以下村级行政区划单位：
胜天社区、桃花社区、朝阳社区、古镇社区、菩提社区、文苑社区、碧园社区、东新村、红花村、阳鹤村、松柏村、菩堤村、田坝村。